# Ryu Mi-yong
Ryu Mi-yong (en coréen : 류미영), née le 7 janvier 1921 en Mandchourie et morte le 23 novembre 2016 à Pyongyang d'un cancer du poumon, est une femme politique nord-coréenne. Elle a dirigé le parti Chondogyo-Chong-u en Corée du Nord.

## Biographie
Ryu Mi-yong a quitté la maison parentale à l'âge de 16 ans et s'est mariée une première fois. Après la partition de la Corée, elle s'installe d'abord en Corée du Sud. Son deuxième mari, Choe Dok-sin, était un officier et un homme politique. Il a été ministre des affaires étrangères de 1961 à 1963 puis le dirigeant du mouvement religieux du Cheondogyo. Elle émigre aux États-Unis en 1977 avec son mari où ils demandent l'asile. En 1986, ils déménagent en Corée du Nord et son époux prend la direction du Parti Chondogyo-Chong-u. À sa mort, en 1989, elle reprend la présidence du comité central de ce parti. Elle est également membre de l'Assemblée populaire suprême. En 2000, elle a conduit une délégation officielle de transfuges à Séoul pour une rencontre avec leurs familles laissées au Sud.